# Тренке, Вероник
Вероник Мари Тренке (фр. Véronique Marie Trinquet, р.15 июня 1956) — французская фехтовальщица-рапиристка, призёрка Олимпийских игр. Сестра олимпийской чемпионки Паскаль Тренке.

## Биография
Родилась в 1956 году в Марселе. В 1976 году завоевала серебряную медаль Олимпийских игр в Монреале в командном первенстве.